# El Mirador, Zempoala
El Mirador är en ort i Mexiko.   Den ligger i kommunen Zempoala och delstaten Hidalgo, i den sydöstra delen av landet, 70 km norr om huvudstaden Mexico City. El Mirador ligger 2 379 meter över havet och antalet invånare är 1 846.
Terrängen runt El Mirador är platt åt sydost, men åt nordväst är den kuperad. Runt El Mirador är det ganska tätbefolkat, med 90 invånare per kvadratkilometer. Närmaste större samhälle är Pachuca de Soto, 12,6 km nordost om El Mirador. Trakten runt El Mirador består till största delen av jordbruksmark.